# منعة
منعة بلدية ودائرة في ولاية باتنة بالجزائر.

## معرض الصور

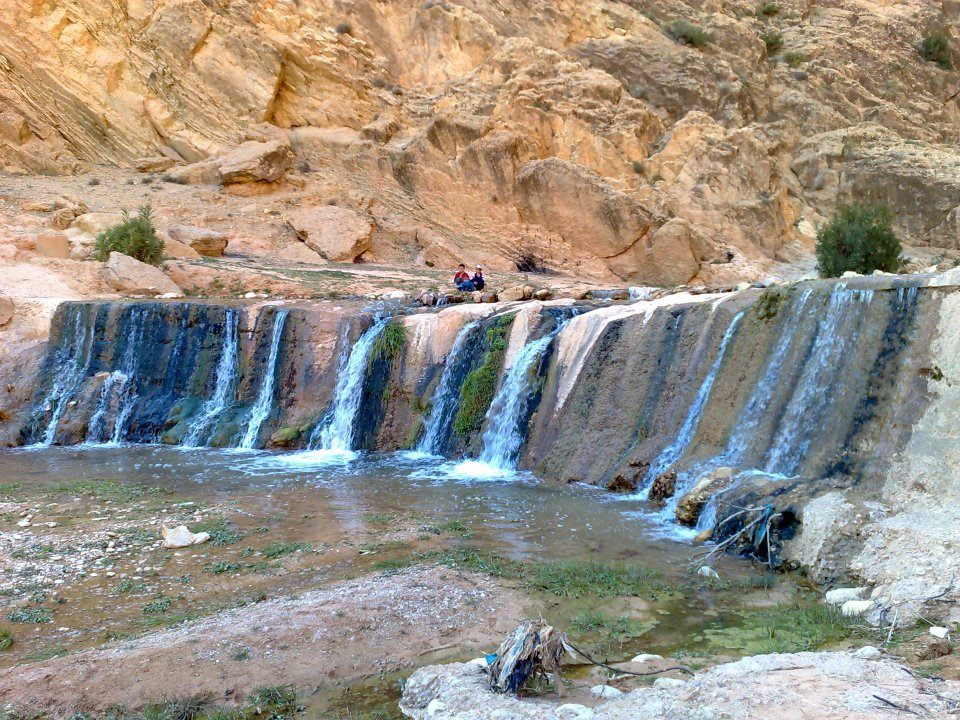
الشلالات
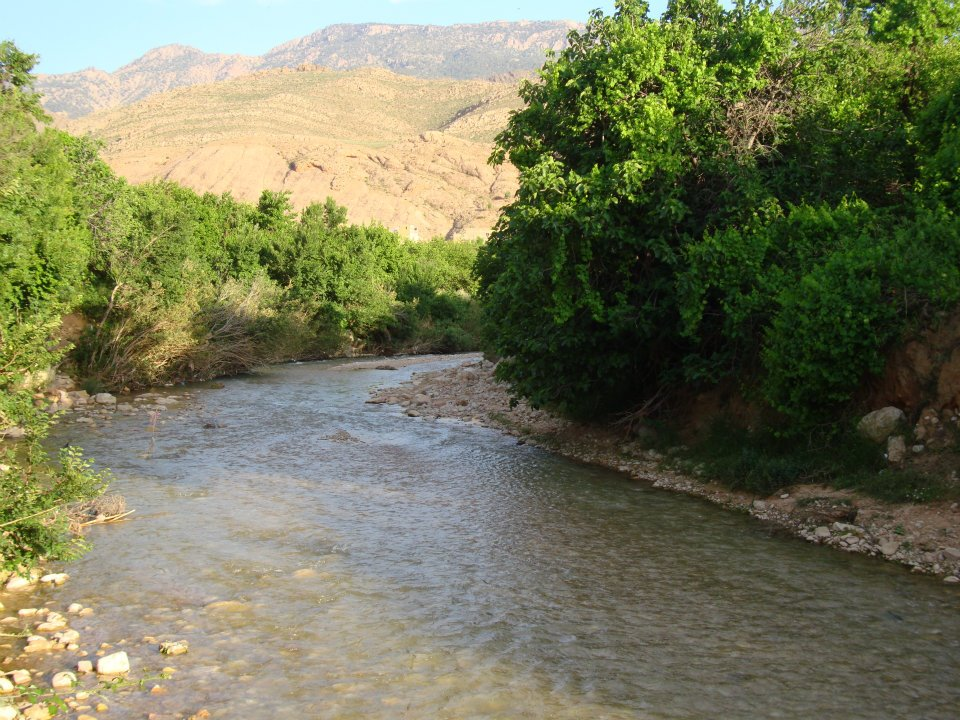
النهر
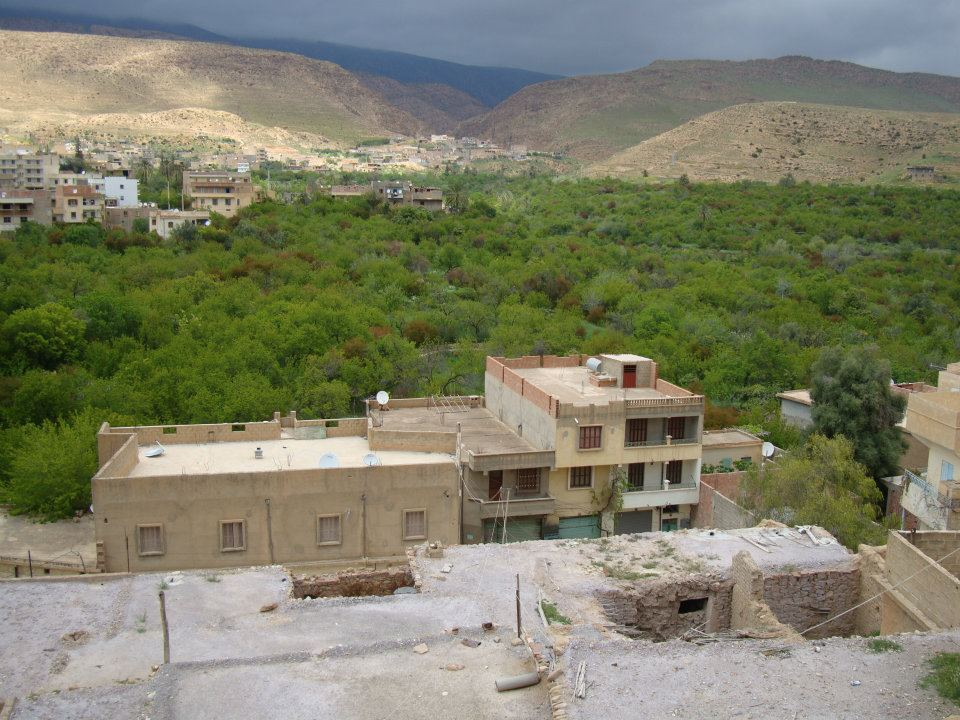
دار عتيقة
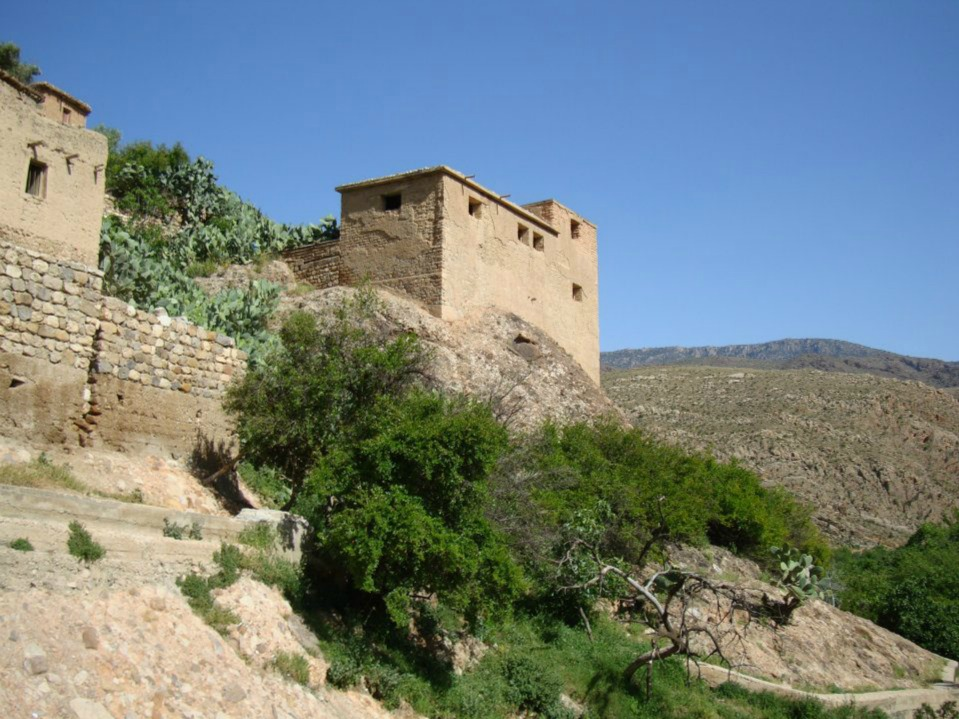
مبان عتيقة
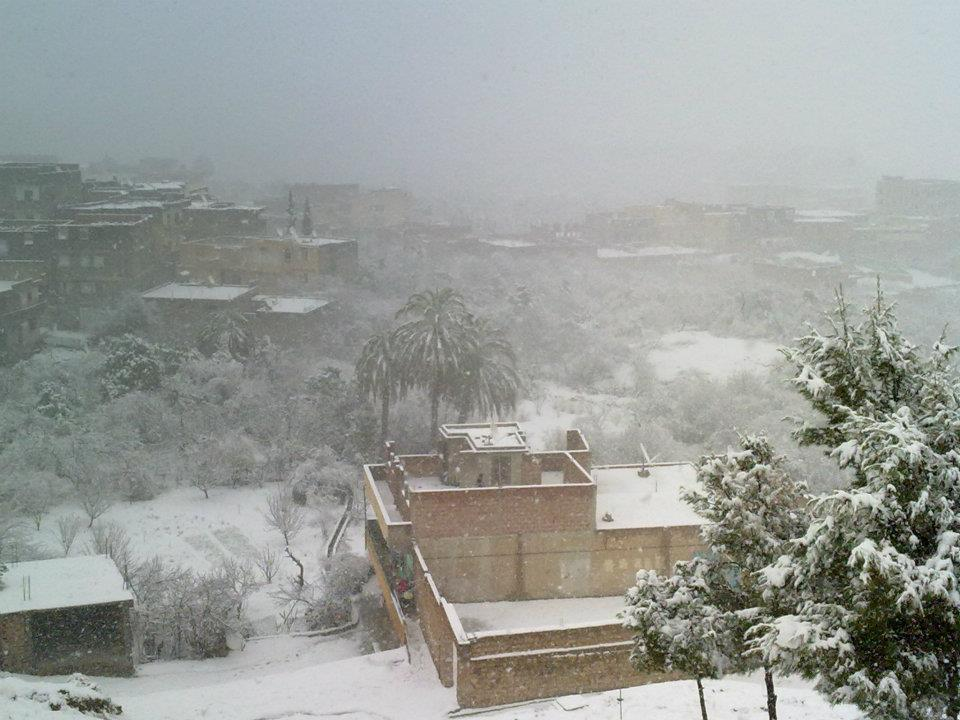
تحت الثلوج
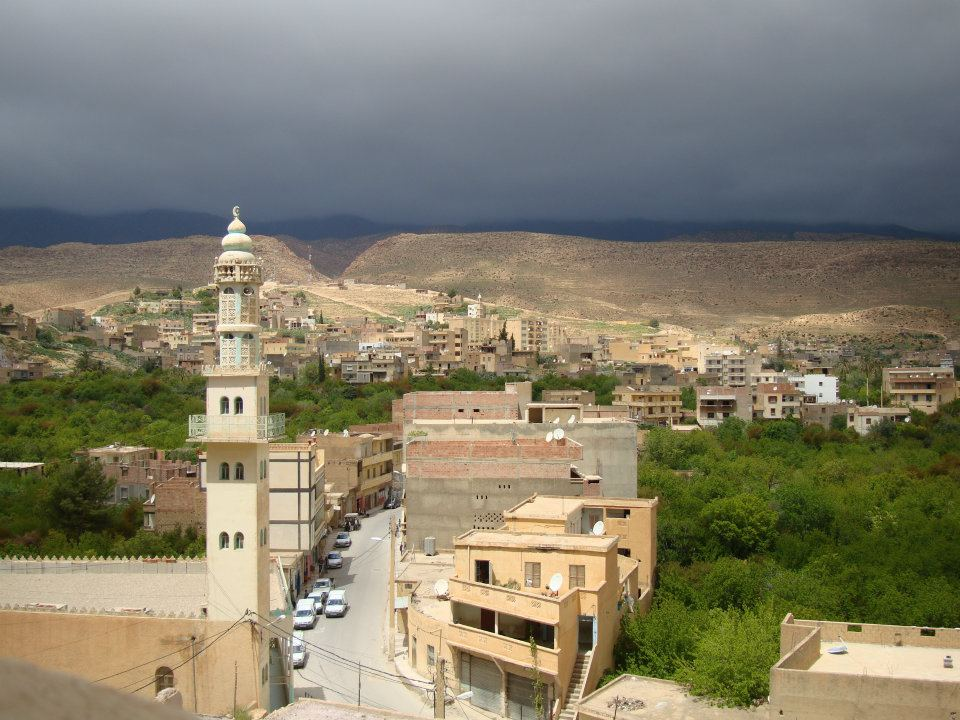
أحد المساجد
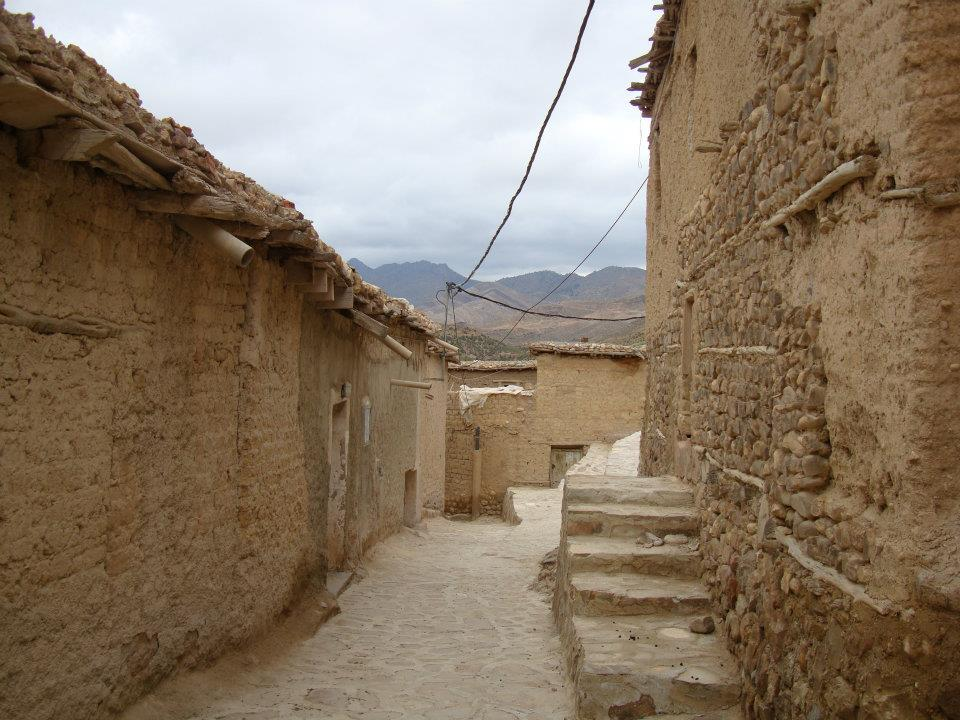
إحدى الطرقات
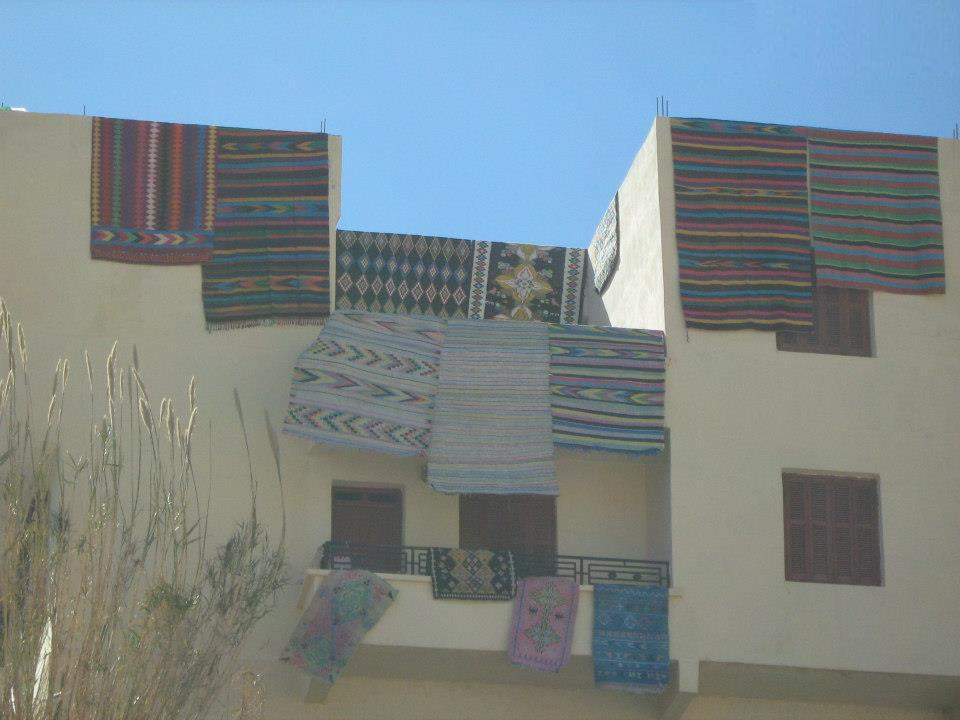
سجاد
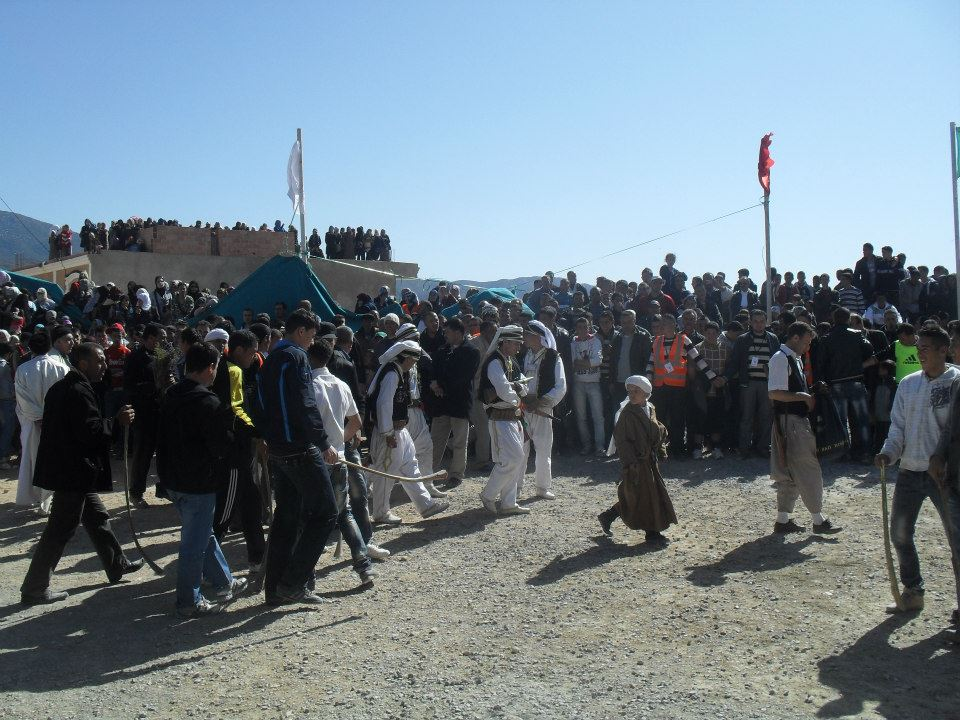
لعبة ثاكورث